# Quinta das Conchas (métro de Lisbonne)
Quinta das Conchas est une station du métro de Lisbonne sur la ligne jaune.